# Communautair Bureau voor visserijcontrole

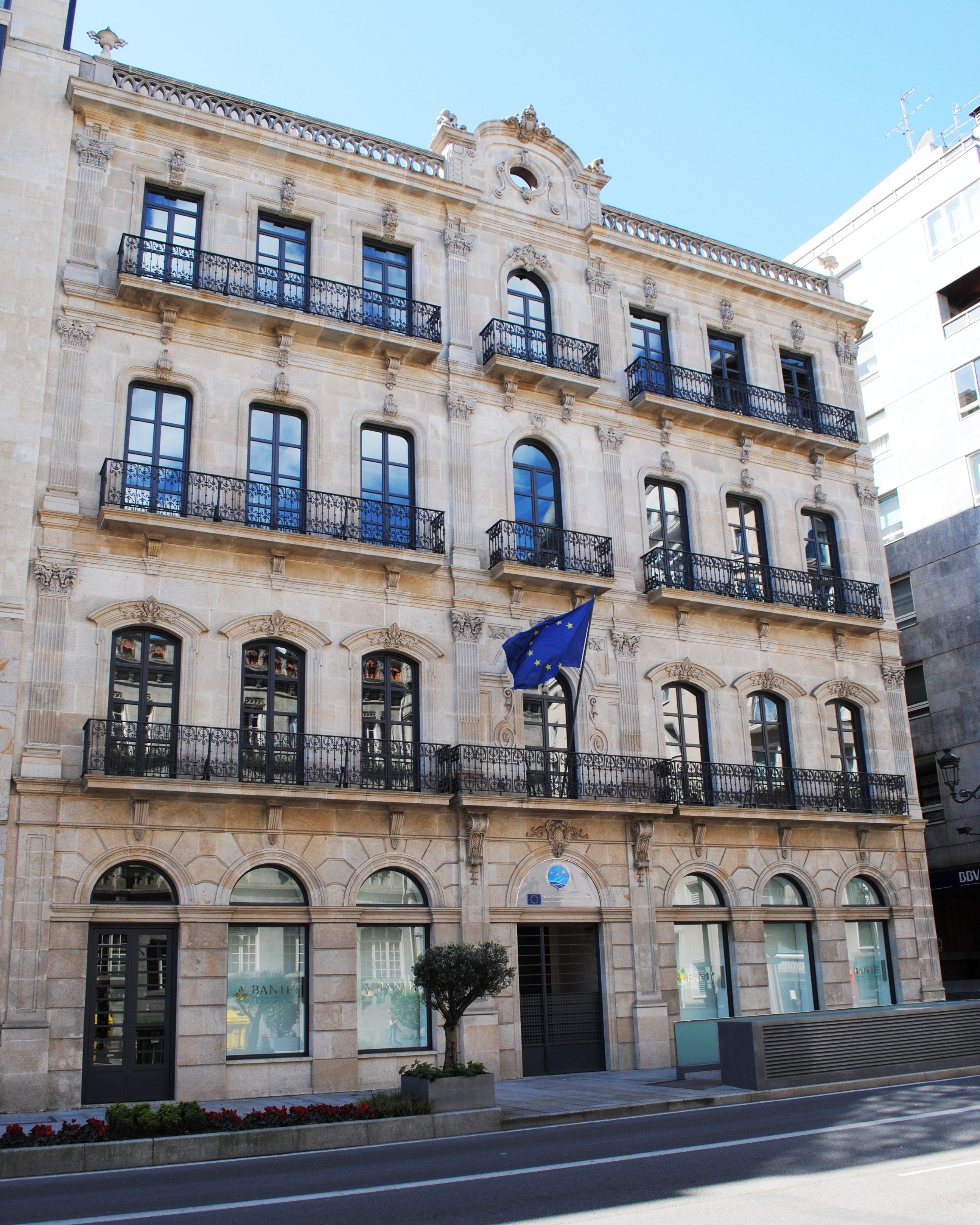
Gebouw van het Communautair Bureau voor visserijcontrole in Vigo (Spanje)

Het Communautair Bureau voor visserijcontrole (Community Fisheries Control Agency (CFCA)) is een agentschap van de Europese Unie, opgericht in april 2005. Het is sinds 15 juli 2008 gevestigd in Vigo (Spanje).

## Structuur
Het agentschap heeft een raad van bestuur die bestaat uit zes vertegenwoordigers van de Europese Commissie en een vertegenwoordiger uit elk van de 27 lidstaten.
AMLA · BEREC · Cedefop · CBP · CdT · CFCA · EACEA · EAR · EASA · ECDC · ECHA · EDA · EDPS · EFSA · EIGE · EEA · EMA · EMSA · ENISA · ETF · EUDA · ERA · EUSC · EU-OSHA · EUIPO · EWDD · FRA · EUSPA · IEEA · ISS ·  PHEA · EBA · Effecten en markten · Verzekeringen en bedrijfspensioenen · EPA · Eurofound · Eurojust · Europol · Frontex
Voormalige agentschappen: EUMC · GSA